# カフェイン11
『カフェイン11』（カフェイン イレブン、英語表記：Cafe in 11）は、bayfmで放送されているラジオ番組。略称は「カフェイレ」。

## 概要
2003年4月7日からbayfmで放送されているラジオ番組で、ポルノグラフィティのギタリスト・新藤晴一がパーソナリティを務めている。なお、bayfmではポルノグラフィティのデビュー前から『限界ポルノラジオ』というラジオ番組が放送されていた。
タイトルの『カフェイン11』には「一週間がスタートした月曜日最後の1時間を、コーヒーでも飲みながらこの番組を聞いてゆったりと過ごして欲しい」という意味が込められている。
放送は収録と生放送の両形式を併用している（年末年始やツアー中などは収録）。不定期開催の公開録音では観覧希望者の中から100名前後が招待される。基本的に千葉県または近隣都県といった放送圏在住の女性が多いが、過去にはネット放送を視聴して西日本（広島や福岡）から来た女性ファンや男性リスナーが招待されたこともある。
ストリーミング放送はbayfm公式ウェブサイト上で月曜日24:00に更新される。
2022年7月18日には放送1000回を迎え、その記念としてはっさく1000個（20個入りを50名）がリスナーにプレゼントされた。

## スタッフ
- 谷脇浩一（ディレクター）
- 今浪祐介（構成作家）

## 番組内容
- 毎週お茶飲み議題を出してメールを募集し、トークを交えて紹介している[5]。
- タイトルコールは「ポルノグラフィティ晴一のカフェイン11」である。
- 番組中に放送される楽曲は5曲で、数曲は晴一の好きな楽曲が流される。現在は基本的にポルノグラフィティの楽曲のみ放送されており、リスナーからのリクエスト、そのときの晴一の心境、季節、コーナーの企画などによって選曲される。作品のリリース前後の放送では、選曲は最も新しい作品がシングルかアルバムかによって変化する。

### コーナー

#### 現在のコーナー
- もっと面白い話ないん？
  - リスナーから寄せられた日常体験談をトークを交えて紹介するコーナー。
- 月刊音話
  - 音楽について、熱く語るコーナー。
- 相談するほどじゃないけど相談室
  - リスナーの小さな相談を晴一が答えるコーナー。
- 相談するほどじゃないけど恋愛相談室
  - リスナーの小さな恋愛相談を晴一が答えるコーナー。
- 心のひとりごと。キツイッター
  - リスナーの辛い出来事や言われたことを140字以内で呟きを投稿するコーナー。
- 晴一の辞書
  - リスナーが送った単語を、晴一なりに意味を言うコーナー。
- 月刊音話
  - 音楽について、熱く語るコーナー。
- 期間限定コーナー
  - 最新作品にちなんだテーマでリスナーのエピソードを募集するコーナー。「君の一番のギフト」「痛かった立ち位置」など。
- ややマイノリティ・リポート
  - 当たり前のようで意外と珍しいものを募集するコーナー。
- 学べるラジオ
  - ワインソムリエや詩人などをゲストに招き、晴一、リスナーが学ぶコーナー。
- 今さら質問箱
  - リスナーがポルノグラフィティや晴一に関して今さらだけど聞いておきたいこと、恥ずかしくて聞けないことを晴一が答える4月限定コーナー。

#### 終了したコーナー
- 男の不満、女の不満バッティングセンター
  - タイトルの通り、男の不満を、晴一が打ち返すコーナー。
  - 女の不満は、女性リスナーが打ち返す。
- カフェイン歌の会 ハイパー！
  - 優秀賞に選ばれると、晴一本人オススメの本がもらえる。
- ブライダル事件簿！
  - 自分の結婚式や親戚の結婚式で起きたさまざまな事件を募集中。
- 週間新藤
  - ここ最近発売された新聞や雑誌から、社会人として気になる記事をピックアップ。
- 大人の不満 バッティングセンター
  - 10代のリスナーから、大人に対する不満（球）を募集し、大人代表・晴一が打ち返すコーナー。
  - 本人曰く、1番やる気がでるらしい。
- 歌詞について本気出して考えてみた
  - リスナーの胸打たれた、共感したポルノグラフィティやそれ以外の歌の歌詞を紹介する。
- リスナー大投票！カフェイレ国民の常識！
  - リスナーにアンケートを実施し、その結果を晴一が順位予想し発表する。
- 毎日が告白日和！スキデス・ノート
  - 読まれたら絶対告白!!事後連絡必須。メール殺到中!!
- シモシモ相談室
  - 下ネタの相談を晴一が答えるコーナー。ひと月に一回やっていた。